# Deuterocopus nigerianus
Deuterocopus nigerianus is een vlinder uit de familie van de vedermotten (Pterophoridae). De wetenschappelijke naam van de soort is voor het eerst geldig gepubliceerd in 1996 door Arenberger & Wojtusiak.